# Hautacam
L'Hautacam és una estació d'esquí que es troba a la serralada dels Pirineus a la Gascunya. Administrativament forma part del departament dels Alts Pirineus, a la regió d'Occitània. Aquesta estació es troba a una cota 1.560 metres. En ciclisme és coneguda per haver-hi finalitzat diverses vegades el Tour de França.

## Detalls de l'ascensió
L'ascenció a l'Hautacam (1560 m) comença a Argelèrs de Gasòst (465 m), té 15,8 km de distància, un desnivell de 1.170 m amb rampes mitjanes del 6,8% i zones de fins al 12%.

## Tour de França
La primera aparició de l'Hautacam en una etapa del Tour de França va ser en l'edició de 1994 que va ser guanyada per Luc Leblanc. És especialment recordada l'ascensió de l'any 1996 quan Miguel Indurain va perdre més de dos minuts amb relació a Bjarne Riis, qui es va imposar en l'etapa i que acabaria guanyant el Tour d'aquell any.

### Vencedors a l'Hautacam al Tour de França
| Any  | Etapa | Inici de l'etapa | Distància (km) | Categoria de l'ascensió | Guanyador de l'etapa   | Mallot groc            |
| ---- | ----- | ---------------- | -------------- | ----------------------- | ---------------------- | ---------------------- |
| 2025 | 12    | Pau              | 183            | HC                      | Tadej Pogačar (SLO)    | Tadej Pogačar (SLO)    |
| 2022 | 18    | Lorda            | 143            | HC                      | Jonas Vingegaard (DEN) | Jonas Vingegaard (DEN) |
| 2014 | 18    | Pau              | 145,5          | HC                      | Vincenzo Nibali (ITA)  | Vincenzo Nibali (ITA)  |
| 2008 | 10    | Pau              | 156            | HC                      | Juan José Cobo (ESP)   | Cadel Evans (AUS)      |
| 2000 | 10    | Dacs             | 205            | HC                      | Javier Otxoa (ESP)     | Lance Armstrong (USA)  |
| 1996 | 16    | Agen             | 199            | HC                      | Bjarne Riis (DEN)      | Bjarne Riis (DEN)      |
| 1994 | 11    | Caors            | 263,5          | HC                      | Luc Leblanc (FRA)      | Miguel Indurain (ESP)  |